# Дослоньце
Досло́ньце (пол. Dosłońce) — село в Польше в сельской гмине Рацлавице Мехувского повета Малопольского воеводства.
Село располагается в 2 км от административного центра сельской гмины села Рацлавице, в 14 км от административного центра повета города Мехув и в 38 км от административного центра воеводства города Краков.
В 1975—1998 годах село входило в состав Келецкого воеводства.